# Kieferngarten (métro de Munich)
Kieferngarten (en allemand : U-Bahnhof Kieferngarten) est une station de la ligne U6 du métro de Munich, dans le secteur de Schwabing-Freimann.

## Situation sur le réseau

Plan du métro (2020).

## Histoire
La section entre les stations Kieferngarten, prévue sous le nom de Kieferngartenstrasse, et Goetheplatz est la plus ancienne ligne de métro de Munich. Elle est construite à partir du 1er février 1965 et ouvre le 19 octobre 1971. La ligne 6 s'arrête ici jusqu'à la mise en service de la station Fröttmaning le 30 juin 1994.
Le quai ouest de la station de métro est modernisé du 21 mai au 16 août 2013 avec le côté ouest du pont Heidemann. Afin de permettre un embarquement sans obstacle, les plates-formes sont surélevées de 5 centimètres, le toit est également rénové et de nouveaux téléphones d'urgence sont installés. Les travaux de rénovation correspondants côté est commencent le 12 avril 2014. Les deux tiers sud des quais sont chacun couverts par un toit en béton sur des colonnes. Le dessous des toits est recouvert de lattes en aluminium, avec des évidements laissés pour les lampes. Les colonnes sont carrelées de carreaux noirs, le sol est recouvert de dalles. Les cages d'ascenseur sont revêtues de verre bleu.

## Services aux voyageurs

### Accès et accueil
La station se situe dans le quartier de Freimann, à l'est de la résidence de Kieferngarten, en parallèle à la Kieferngartenstraße dans la direction nord-sud.
En raison de la connexion à la base technique, la station dispose de quatre voies avec deux plates-formes centrales. Pour que les itinéraires des métros se croisent le plus rarement possible au croisement avec le même plan, les métros passant s'arrêtent à l'extrémité ouest de la plate-forme, ceux qui entrent ou sortent du dépôt à l'est. Les deux plates-formes centrales ne sont accessibles que via des escaliers roulants et des escaliers fixes et un ascenseur chacun à leur extrémité sud ; celles-ci mènent à une mezzanine souterraine, qui peut également être atteinte par des escaliers fixes, des escalators et des ascenseurs depuis la Kieferngartenstrasse à l'ouest et depuis une maison pour personnes âgées sur la Bauernfeindstrasse à l'est.

### Intermodalité
Il y a une gare routière sur la Kieferngartenstraße, où s'arrêtent cinq lignes de bus de ville (140, 170, 171, 178, 180) et une de nuit. Comme la Bundesautobahn 9 a un carrefour à proximité de la gare, un parc relais est construit à la gare, et un parc relais pour vélos est également présent.

## À proximité
- À l'ouest se trouve le quartier résidentiel Freimanner Heide.
- Au sud, le centre d'événements MOC Munich (MOC Veranstaltungscenter München (de)).